# Kuoyiqi Xiang
Kuoyiqi Xiang (kinesiska: 阔依其乡, 阔依其) är en socken i Kina. Den ligger i den autonoma regionen Xinjiang, i den nordvästra delen av landet, omkring 980 kilometer sydväst om regionhuvudstaden Ürümqi. Antalet invånare är 26 346. Befolkningen består av 12 754 kvinnor och 13 592 män. Barn under 15 år utgör 25,0 %, vuxna 15-64 år 70 %, och äldre över 65 år 4,0 %.
Genomsnittlig årsnederbörd är 62 millimeter. Den regnigaste månaden är juni, med i genomsnitt 18 mm nederbörd, och den torraste är oktober, med 1 mm nederbörd.